# Смута Дзьохей-Тенґьо
Смута Дзьо́хей-Тенґьо́ (яп. 承平天慶の乱, じょうへいてんぎょうのらん, дзьохей тенґьо-но ран, «смута років Дзьохей і Тенґьо»; 936 — 941) — самурайські повстання проти центрального японського уряду під проводом Тайри но Масакадо у регіоні Канто, у Східній Японії, а також під проводом Фудзівари но Сумітомо в акваторії Внутрішнього Японського моря, у Західній Японії. Названі за девізами Імператорського правління «Дзьохей» і «Тенґьо».
Смута завершилася поразкою повстанців: Масакадо загинув у бою у 940 році, а Сумітомо помер у в'язниці у 941 році. Вона традиційно оцінюється істориками як символ розвалу японської «правової держави» і дебют самураїв у японській політиці.